# Ульяновка (Белогорский район)
Улья́новка (до 1945 года Султа́н-Сара́й; укр. Ульяновка, крымскотат. Sultan Saray, Султан Сарай) — село в Белогорском районе Республики Крым, входит в состав Чернопольского сельского поселения (согласно административно-территориальному делению Украины — Чернопольского сельского совета Автономной Республики Крым).

## Население
| 2001 | 2014 |
| ---- | ---- |
| 480  | ↘428 |

Всеукраинская перепись 2001 года показала следующее распределение по носителям языка
| Язык             | Процент |
| ---------------- | ------- |
| крымскотатарский | 58.54   |
| русский          | 30.83   |
| украинский       | 3.13    |

### Динамика численности
| - 1805 год — 82 чел. - 1864 год — 47 чел. - 1889 год — 118 чел. - 1892 год — 41 чел. - 1900 год — 45 чел. - 1915 год — 85/4 чел. | - 1926 год — 206 чел. - 1939 год — 219 чел. - 1989 год — 284 чел. - 2001 год — 480 чел. - 2009 год — 412 чел. - 2014 год — 428 чел. |

## Современное состояние
На 2017 год в Ульяновке числится 6 улиц; на 2009 год, по данным сельсовета, село занимало площадь 52,3 гектара на которой, в 100 дворах, проживало 412 человек. В селе действуют сельский клуб, фельдшерско-акушерский пункт

## География
Ульяновка — село в центре района, в горах Внутренней гряды Крымских гор, у северного подножия горы Джемрек, лежит балке ручья Бурчек, правого притока реки Тана-Су, высота центра села над уровнем моря — 333 м. Ближайшие сёла: Кизиловка в 1 км звосточнее и Головановка — в 2,5 км на юго-запад (или св.4 км по дорогам). Расстояние до райцентра — около 9 километров (по шоссе), до ближайшей железнодорожной станции Симферополь — примерно 53 километра. Транспортное сообщение осуществляется по региональной автодороге 35Н-109 Чернополье — Кизиловка (по украинской классификации — С-0-10333).

## История
Первое документальное упоминание села встречается в Камеральном Описании Крыма… 1784 года, судя по которому, в последний период Крымского ханства Султан-Сарай входил в Карасубазарский кадылык Карасубазарского каймаканства. После присоединения Крыма к России (8) 19 апреля 1783 года, (8) 19 февраля 1784 года, именным указом Екатерины II сенату, на территории бывшего Крымского Ханства была образована Таврическая область и деревня была приписана к Левкопольскому, а после ликвидации в 1787 году Левкопольского — к Феодосийскому уезду Таврической области. После Павловских реформ, с 1796 по 1802 год, входила в Акмечетский уезд Новороссийской губернии. По новому административному делению, после создания 8 (20) октября 1802 года Таврической губернии, Султан-Сарай был включён в состав Кокташской волости Феодосийского уезда.
По Ведомости о числе селений, названиях оных, в них дворов… состоящих в Феодосийском уезде от 14 октября 1805 года, в деревне Султан-Сарай числилось 14 дворов и 82 жителя, исключительно крымских татар. На военно-топографической карте генерал-майора Мухина 1817 года Султан-Сарай обозначен с 14 дворами. После реформы волостного деления 1829 года Султан Сарай, согласно «Ведомости о казённых волостях Таврической губернии 1829 года» остался в составе Кокташской волости. На карте 1836 года в деревне 12 дворов, а на карте 1842 года деревня Султан-Сарай обозначена условным знаком «малая деревня», то есть, менее 5 дворов.
В 1860-х годах, после земской реформы Александра II, деревню приписали к Салынской волости того же уезда. В «Списке населённых мест Таврической губернии по сведениям 1864 года», составленном по результатам VIII ревизии 1864 года, в Султан-Сарае — смешанное население из колонистов немцев-меннонитов и татар, с 10 дворами и 47 жителями при ручье Вакуф-Бакче (на трехверстовой карте Шуберта 1865—1876 года в деревне Султан-Сарай обозначен 21 двор). В «Памятной книге Таврической губернии 1889 года» по результатам Х ревизии 1887 года записана Султан-Сарай с 33 дворами и 118 жителями. На верстовой карте 1890 года в деревне обозначено 24 двора с русским населением. По «…Памятной книжке Таврической губернии на 1892 год» в Султан-Сарае, входившем в Сартанское сельское общество, числился 41 житель в 7 домохозяйствах.
После земской реформы 1890-х годов, которая в Феодосийском уезде прошла после 1892 года, деревня осталась в составе Салынской волости. По «…Памятной книжке Таврической губернии на 1900 год» в деревне, входившей в Сартанское сельское общество, числилось 45 жителей, домохозяйств не имеющих. По Статистическому справочнику Таврической губернии. Ч.II-я. Статистический очерк, выпуск пятый Феодосийский уезд, 1915 год, в деревне Султан-Сарай Салынской волости Феодосийского уезда числилось 29 дворов (28 дворов с землёй, 1 — безземельный) с русским населением в количестве 85 человек приписных жителей и 4 «посторонних», из которых 51 мужчина и 38 женщин. Жители владели 1000 десятинами удобной земли. В хозяйствах имелось 70 лошадей, 50 волов, 35 коров и 36 голов овец, свиней, или коз.
После установления в Крыму Советской власти, по постановлению Крымревкома от 8 января 1921 года была упразднена волостная система и село вошло в состав Карасубазарского уезда, а в 1922 году уезды получили название округов. 11 октября 1923 года, согласно постановлению ВЦИК, в административное деление Крымской АССР были внесены изменения, в результате которых был создан Карасубазарский район и село включили в его состав. Согласно Списку населённых пунктов Крымской АССР по Всесоюзной переписи 17 декабря 1926 года, в селе Султан-Сарай, центре Султан-Сарайского сельсовета Карасубазарского района, числилось 49 дворов, все крестьянские, население составляло 206 человек, из них 201 украинец и 5 немцев, действовала русская школа. По данным всесоюзной переписи населения 1939 года в селе проживало 219 человек.
В 1944 году, после освобождения Крыма от фашистов, 12 августа 1944 года было принято постановление № ГОКО-6372с «О переселении колхозников в районы Крыма», в исполнение которого в район завезли переселенцев: 6000 человек из Тамбовской и 2100 — Курской областей, а в начале 1950-х годов последовала вторая волна переселенцев из различных областей Украины. Указом Президиума Верховного Совета РСФСР от 21 августа 1945 года Султан-Сарай переименовали в Ульяновку и, соответственно, Султан-Сарайский сельсовет — в Ульяновский. С 25 июня 1946 года Ульяновка в составе Крымской области РСФСР, а 26 апреля 1954 года Крымская область была передана из состава РСФСР в состав УССР. К 1960 году Ульяновский сельсовет упразднили и, как минимум, до 1977 года село входило в состав Криничненского сельсовета, время включения в Чернопольский пока точно не установлено. По данным переписи 1989 года в селе проживало 284 человека. С 12 февраля 1991 года село в восстановленной Крымской АССР, 26 февраля 1992 года переименованной в Автономную Республику Крым. С 21 марта 2014 года в составе Крыма, аннексирована Россией.
12 мая 2016 года парламент Украины, не признающий российскую аннексию, принял постановление о переименовании села в Султан-Сарай (укр. Султан-Сарай), в соответствии с законами о декоммунизации, однако данное решение не вступает в силу до «возвращения Крыма под общую юрисдикцию Украины».